# Du Li
Du Li (chinês: 杜丽, 5 de março de 1982 em Zibo, Shandong) é uma atiradora esportiva da  República Popular da China.

## Carreira
Du li é bicampeã olímpica em duas provas diferentes: nos Jogos Olímpicos de Verão de 2004 em Atenas foi medalha de ouro na carabina de ar de 10 metros e nos Jogos Olímpicos de Verão de 2008, em Pequim, conquistou a primeira posição na carabina de três posições.

### Rio 2016
Nos Jogos Olímpicos de Verão de 2016, no Rio de Janeiro, conquistou a medalha de prata e bateu o recorde olímpico na fase classificatória com 420,7 pontos.
Na prova de Tiro nos Jogos Olímpicos de Verão de 2016 - Carabina em 3 posições 50 m feminino conquistando a medalha de bronze.